# وگارد آنستاد
وگارد آنستاد (انگلیسی: Vegard Aanestad؛ زادهٔ ۱۲ ژوئن ۱۹۸۷) ورزشکار اهل نروژ است.
از باشگاه‌هایی که در آن بازی کرده‌است می‌توان به باشگاه فوتبال واکینگ اشاره کرد.